# Association pour la défense de la Femme av droit
Association pour la défense de la Femme av droit även känd som Solidarité, var en feministförening i Schweiz, grundad 1872 och upplöst 1880. 
Den grundades av Marie Goegg-Pouchoulin (som också var dess ordförande 1875-1880), sedan föregångaren Association Internationale des Femmes hade upplösts. Både Goegg-Pouchoulin och Julie von May (von Rued), den schweiziska kvinnorörelsens pionjärer, var båda verksamma i föreningen. Samma år föreningen grundades, iscensatte den en kampanj som gjorde att kvinnor fick tillstånd att studera vid Université de Genève. 